# 사포자말과
사포자말과(Tetrasporaceae)는 녹조강 클라미도모나스목에 속하는 녹조류과의 하나이다. 14속 50종으로 이루어져 있다.

## 하위 속
| - Apiocystis - Askenasyella - Chaetochloris - Chlorangiochaete - Chlorokremys - Fottiella - Gemellicystis | - Octosporiella - Paulschulzia - Phacomyxa - Placosphaera - Polychaetochloris - Porochloris - 사포자조속 (Tetraspora) |